# Sulfid draselný
Sulfid draselný je draselná sůl kyseliny sirovodíkové. Síra má v této sloučenině oxidační číslo -II a draslík +I. Při reakci s vodou vzniká hydroxid draselný a hydrogensulfid draselný, což vytváří podobný zápach jako sulfan.

## Výroba
Existuje mnoho způsobů jak vytvořit sulfid draselný.
Jedna z nich je reakce síranu draselného s uhlíkem, obvykle v podobě koksu. Reakce probíhá za tepla.
K2SO4 + 4 C → K2S + 4 CO
Lze je také připravit reakcí elementární síry s manganistanem draselným.
2 KMnO4 + S → K2S + 2 MnO2 + 2 O2

## Reakce
Při reakci s vodou hydrolyzuje za vzniku hydroxidu draselného a hydrogensulfidu draselného. Tato reakce je nevratná.
K2S + H2O → KOH + KSH
Velice podobně se chovají i dajší sulfidy alkalických kovů.
Sulfid draselný se společně se sulfidem sodným, sulfidem amonným a sulfanem používají pro analýzu iontů. Nejpraktičtější je však používat poměrně levný, sulfid sodný, jenž je v pevném skupenství, na rozdíl od sulfanu.

## Pyrotechnika
Sulfid draselný je meziproduktem při spalování černého střelného prachu.
Jednoduchá, avšak používaná reakce pro spalování střelného prachu je:
2 KNO3 + S + 3 C → K2S + N2 + 3 CO2.
Reakce probíhá dále složitěji, avšak meziproduktem může být sulfid draselný.